# Maurice Hallé (chansonnier)
Cet article concerne le poète français. Pour l'homme politique québécois, voir Maurice Hallé.
Pour les articles homonymes, voir Hallé.
Maurice Hallé, né le 17 octobre 1886 Oucques et mort le 6 février 1954 à Paris, est un auteur français de poèmes en parler beauceron. 
Né à Oucques, capitale de Petite-Beauce (Loir-et-Cher) et monté à Montmartre, il y déclamait ses poèmes et fut un animateur de la vie montmartroise. Ses poèmes ont fait l'objet de deux publications en 1921 et 1944. 

## Biographie

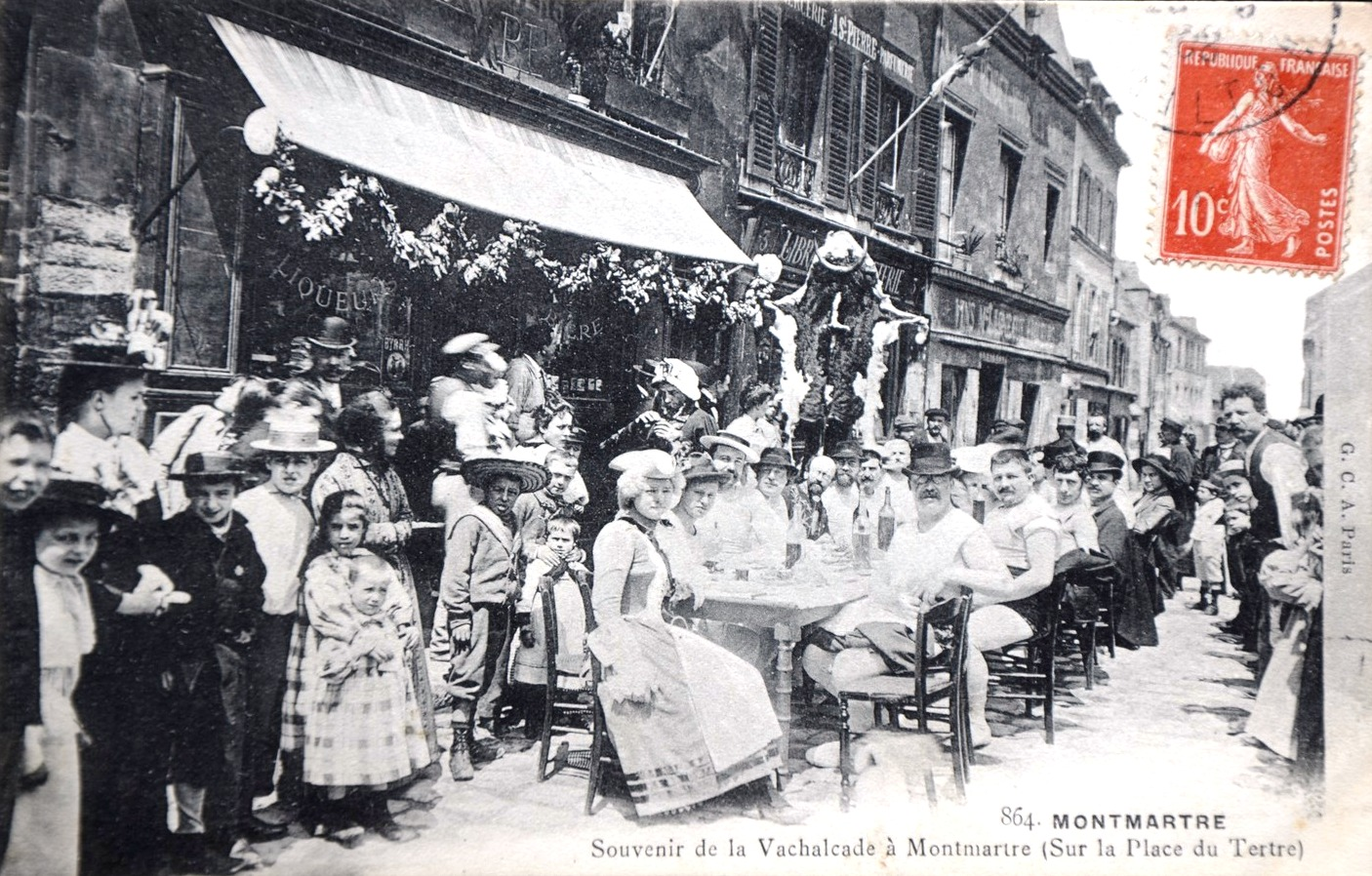
La Vachalcade de Montmartre en 1908

Son père est maréchal-forgeron et sa mère tient une auberge sur la place du village. Il fréquente l'école primaire d'Oucques et devient apprenti à la forge paternelle. Les durs travaux ne lui conviennent guère et il est envoyé auprès d'une tante caissière de brasserie à Paris. Il revient à Oucques et y anime avec « les gars d'cheux nous » des soirées festives. À la mort de ses parents en 1915, il rejoint ses amis à Montmartre.
Il est actif dans l'animation de la vie culturelle de la Butte Montmartre, relançant la Vachalcade. Il lance également avec Jules Depaquit et Frédéric Lefèvre la Foire aux croûtes pour soutenir les nombreux artistes de la Butte. En 1920, il joue un rôle moteur dans la création de la Commune libre de Montmartre. Son parti antigrattecieliste fait de multiples propositions loufoques qui lui valent une large renommée.

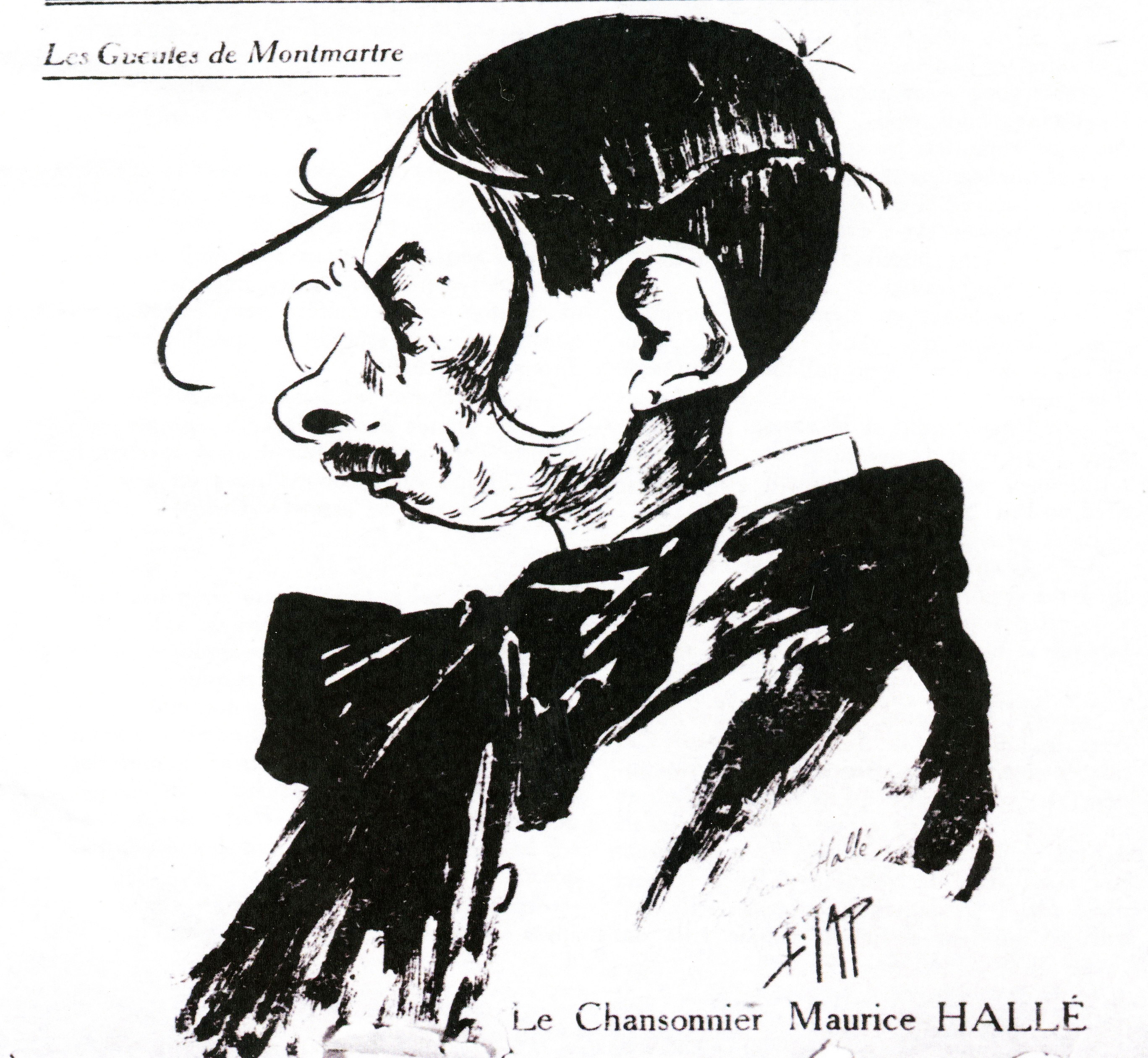
Caricature de Maurice Hallé pour La Vache enragée

Avec Roger Toziny, Jules Depaquit, Aimée Morin et bien d'autres, ils produisent des spectacles principalement dans les veillées d'art de La Vache enragée. Ils se produisent principalement à Montmartre mais aussi dans d'autres cabarets parisiens et même en région et à l'étranger (particulièrement à Liège). Entre les deux guerres, les Parisiens sont heureux de cultiver leurs racines campagnardes en allant écouter Maurice Hallé, qui profite de la réputation d'un autre poète beauceron Gaston Couté.  

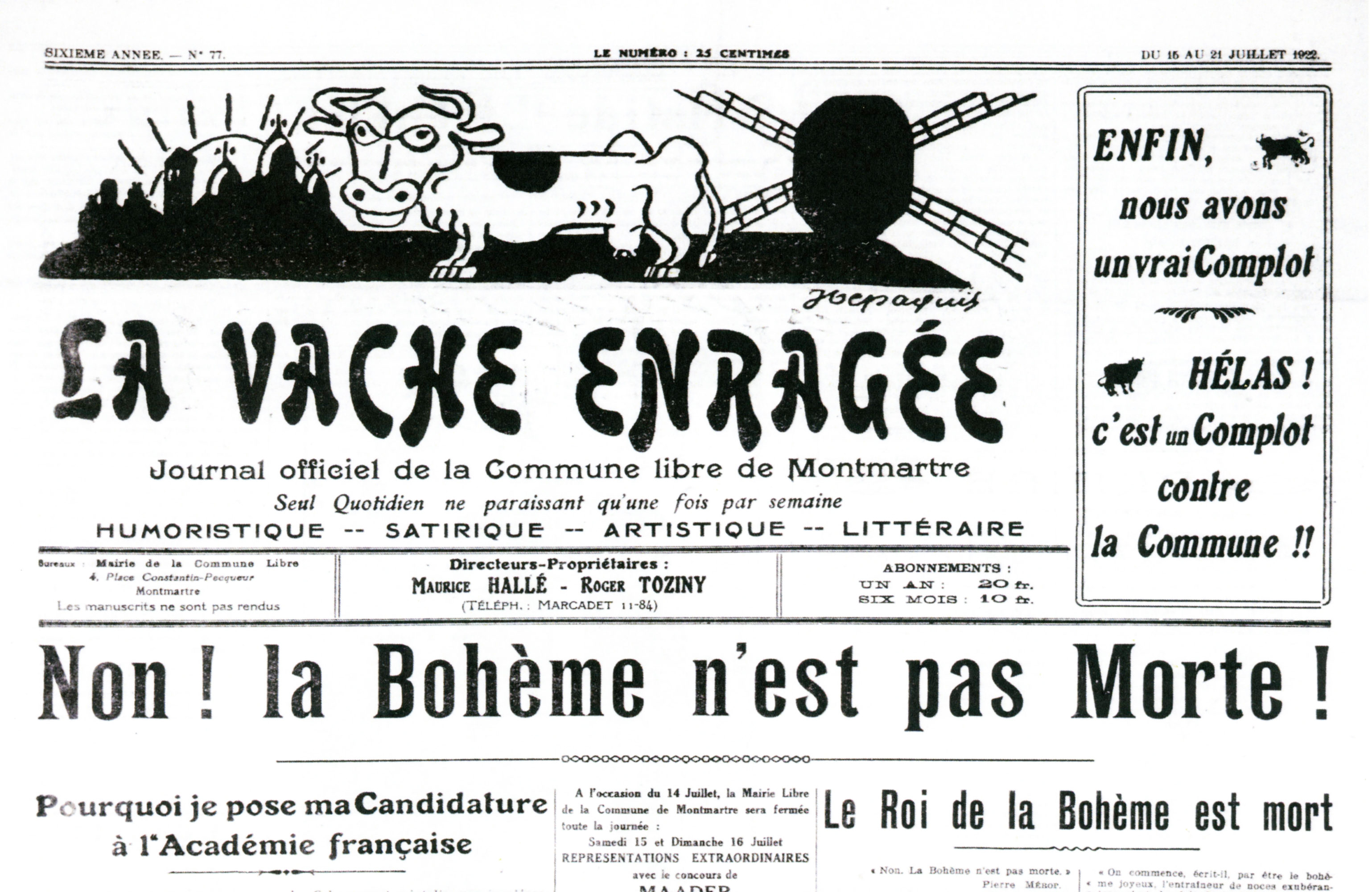
Première page de La Vache enragée

Maurice Hallé contribue en 1917 à la relance du journal La Vache enragée qui paraîtra de façon épisodique jusqu'en 1954. La Vache enragée joue le rôle de journal officiel de la Commune libre de Montmartre mais sa parution repose essentiellement sur les épaules de Maurice Hallé qui mobilise difficilement les moyens financiers nécessaires. Plusieurs dessinateurs de la Butte contribuent au succès du journal (E. Tap, H.-P.Gassier, Pol Rab).
Il meurt le 6 février 1954 en son domicile au no 67 rue de la Glacière dans le 13e arrondissement de Paris, et est inhumé au Cimetière parisien d'Ivry (12e division).

## Œuvres

### Thèmes phares dans ses poèmes
Les poèmes de Maurice Hallé décrivent la vie dans la campagne petite-beauceronne, à la fois les travaux des champs et la vie quotidienne. Ses portraits du charretier, des petits allos et des servantes maltraitées dans les fermes sont des témoignages vivants de la vie des campagnes au XXe siècle. Il est dommage que ses occupations multiples à Montmartre ne lui aient pas laissé le temps suffisant pour faire le même type d'exercice à propos de la vie sur la Butte.

### Publications
Ses poèmes ont fait l'objet d'une publication en 1921 Par la grand'route et les chemins creux illustrée par Germain Delatousche, un dessinateur originaire de la même région que lui (Châtillon-en-Dunois près de Châteaudun). 

Dessin d'Edmond Rocher

Cette première publication a fait l'objet d'une réédition enrichie en 1944 avec alors des dessins d'Edmond Rocher, poète, dessinateur, chef de travaux à l'école Estienne et amoureux de la Vallée du Loir. 
Un choix de poèmes fut réédité en 1978 par l'association Le vent du ch'min et coordonné par Gérard Boutet.
D'autres poèmes ont été retrouvés dans La Vache enragée et dans le journal Le Populaire. Par ailleurs, beaucoup de projets de publications de Maurice Hallé sont référencés dans La Vache enragée mais n'ont jamais été concrétisés.